# Бурбела Ганна Яківна
Ганна Яківна Бурбела (нар. 1943) — українська радянська діячка, завідувачка тваринницької ферми радгоспу «Грусятицький» Жидачівського району Львівської області. Депутат Верховної Ради УРСР 8—9-го скликань.

## Біографія
Освіта неповна середня.
З 1957 року — колгоспниця колгоспу «Нове життя» Новострілищанського району Дрогобицької (Львівської) області.
З 1962 року — ланкова, доярка, з 1973 року — завідувачка тваринницької ферми радгоспу «Грусятицький» села Грусятичі Жидачівського району Львівської області.

## Нагороди
- ордени
- медалі